# Hyponerita parallela
Hyponerita parallela là một loài bướm đêm thuộc phân họ Arctiinae, họ Erebidae.